# Anageshna primordialis
Anageshna primordialis är en fjärilsart som beskrevs av Dyar 1906. Anageshna primordialis ingår i släktet Anageshna och familjen Crambidae. Inga underarter finns listade i Catalogue of Life.

## Bildgalleri

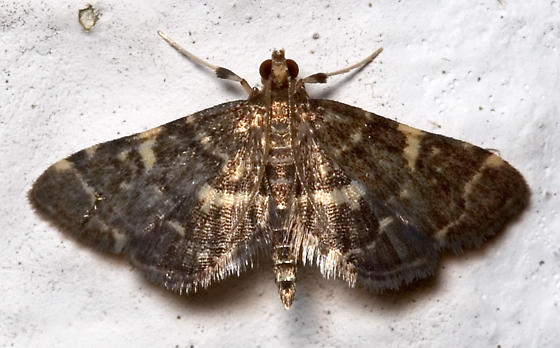